# La Leçon de piano (film)
Pour les articles homonymes, voir La Leçon de piano.
Pour plus de détails, voir Fiche technique et Distribution.
La Leçon de piano (The Piano) est un film franco-australo-néo-zélandais réalisé par Jane Campion, sorti en 1993.
Le film est entre autres inspiré d'Histoire d'un fleuve en Nouvelle Zélande, roman de Jane Mander, laquelle ne figure pas au générique pour des raisons de droit d'auteur. Il remporte entre autres la Palme d'or du Festival de Cannes 1993, premier et, longtemps, seul film réalisé par une femme à avoir reçu cette récompense dans l'histoire du festival.

## Synopsis
Ce film raconte l’histoire au XIXe siècle d'une jeune femme écossaise, Ada MacGrath (Holly Hunter), envoyée par son père en Nouvelle-Zélande avec sa fille de neuf ans, Flora (Anna Paquin), pour y épouser un colon, Alistair Stewart (Sam Neill), qu’Ada ne connaît pas. Selon ce que sa fille Flora aime à raconter, Ada n’a pas dit un mot depuis que son premier mari est mort foudroyé alors qu’ils chantaient tous deux dans la forêt ; Ada aurait été chanteuse d'opéra et son mari était son professeur de piano. Mais en réalité, c'est pour une « raison inconnue » qu'elle n’a pas dit un mot depuis l'âge de six ans, et qu’elle a recours à la langue des signes pour s’exprimer (sa fille lui sert d'interprète), ainsi qu'à son piano. Le piano et la musique de ce film représentent Ada, ses émotions, ce qu'elle exprime.

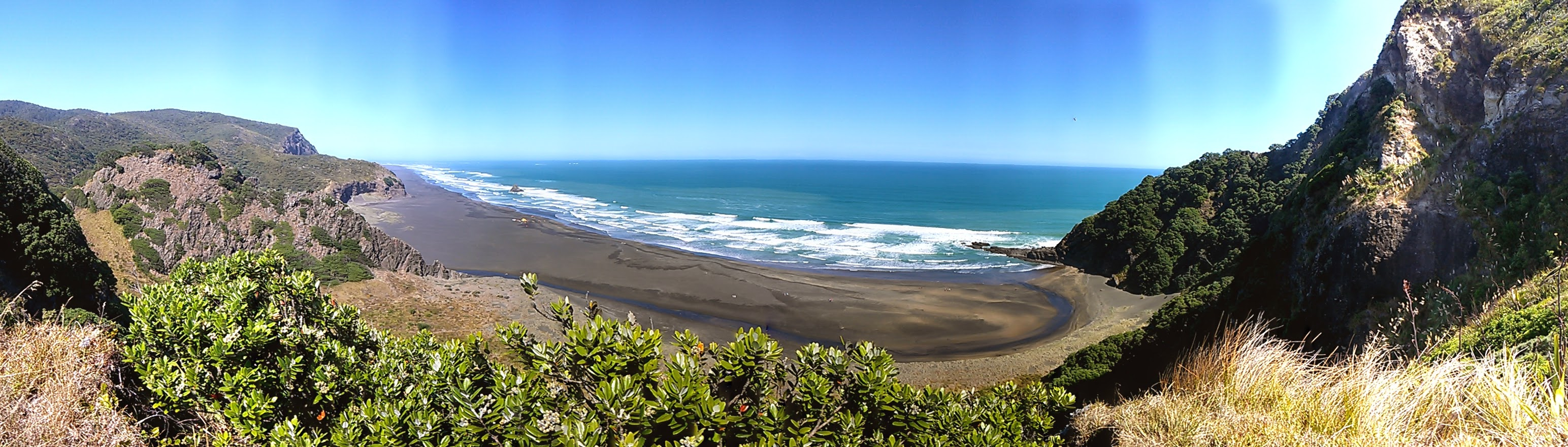
Plage de Karekare, lieu du tournage du film, en Nouvelle-Zélande, et paysages environnants.

Alistair, le nouveau mari d'Ada, vient chercher la jeune femme et sa fille sur la plage sauvage où elles ont été débarquées sans cérémonie du bateau qui les a transportées depuis l'Écosse. Il ne comprend pas l'intérêt vital de sa femme pour le piano, et abandonne l'instrument sur le rivage désolé. Baines (Harvey Keitel), un voisin et ami de Stewart, acquiert le piano en échange de terres dont le colon est avide et le fait remonter depuis la plage. Ada, totalement froide face à Alistair (ils ne consomment pas leur mariage), tient absolument à récupérer son piano, seul moyen par lequel elle arrive à exprimer ce qui vibre en elle.
Baines, illettré et proche de la nature, est en contact étroit avec les Māori dont il comprend les coutumes et la langue. Il est de plus sensible et intuitif et est attiré par Ada, par son physique voluptueux sous une apparence austère, son silence, sa capacité à exprimer ses sentiments à travers la musique. Pour tenter de créer une relation, il lui propose d'échanger petit à petit l'instrument (touche par touche), en échange d'exigences auxquelles Ada devra répondre. Par ce moyen, Baines apprivoise la jeune femme et exige progressivement des attouchements de plus en plus poussés. Progressivement, Ada s'ouvre à la sensualité; mais le mari jaloux, qui a observé les amants à travers les parois de la cabane, décide alors de séquestrer sa femme.
Ada essaie alors de s'attacher à son mari, soutenue par la petite Flora qui l'appelle « papa », mais finalement elle retourne vers Baines. Et bien que Alistair, fou de rage, lui coupe un doigt d'un coup de hache pour la punir et tenter de rompre sa relation adultérine, Ada tient tête à son mari. De guerre lasse, Alistair va menacer Baines de son fusil, et lui fait promettre de s'en aller avec Ada.
Ada embarque avec Baines sur une grande pirogue maorie, sur laquelle est amarré le piano. Alors que les rameurs ont réussi à franchir la barre et pagaient au rythme de leurs chants, Ada demande à Baines de jeter le piano par-dessus bord. Ce qui est fait, et l'instrument s'enfonce dans les profondeurs. Mais une corde à laquelle il était attaché se dévide. Ada y pose délibérément le pied et se laisse entraîner sous les eaux par le poids du piano. Ada est tentée d'abandonner et se laisser noyer, mais dans un ultime sursaut, elle arrache sa bottine et remonte à la surface ; les Maoris plongent, la soutiennent et la hissent à bord. « Quelle mort ! Quel hasard ! Et quelle surprise ! Ma volonté a choisi la vie » racontera-t-elle.
Les dernières images montrent Ada et Baines heureux dans un intérieur victorien et Ada qui réapprend à parler. Elle rejoue aussi du piano, avec, pour index, une prothèse en métal. La voix intérieure d'Ada évoque son piano au fond de la mer et elle-même flottant au-dessus. Elle cite le poème Silence de Thomas Hood.

## Fiche technique
- Titre français : La Leçon de piano
- Titre original : The Piano
- Réalisation et scénario : Jane Campion
- Photographie : Stuart Dryburgh
- Décors : Andrew McAlpine (de)
- Musique : Michael Nyman (dont le concerto pour piano de Nyman et The Heart Asks Pleasure First)
- Montage : Veronika Jenet
- Production : Jan Chapman et Ciby 2000 (filiale cinéma Bouygues Telecom).
- Sociétés de distribution : Miramax (États-Unis et Australie), BAC Films (France)
- Budget : 7 000 000 $
- Pays de production :  Nouvelle-Zélande,  Australie,  France
- Langues originales : anglais, maori de Nouvelle-Zélande, langue des signes
- Genre : drame
- Durée : 121 minutes
- Dates de sortie :
  - France : 15 mai 1993 (Festival de Cannes) ; 19 mai 1993 (sortie nationale)

## Distribution
- Holly Hunter (VF : Marie Vincent[4]) : Ada McGrath
- Harvey Keitel (VF : Michel Papineschi) : George Baines
- Sam Neill (VF : Hervé Bellon) : Alistair Stewart
- Anna Paquin (VF : Jennifer Lauret) : Flora McGrath
- Kerry Walker (VF : Nicole Favart) : Tante Morag
- Genevieve Lemon (VF : Véronique Alycia) : Nessie
- Tungia Baker (VF : Véronique Augereau) : Hira
- Ian Mune (VF : Pierre Baton) : Révérend
- Peter Dennett (VF : Jean-Claude Sachot) : Head Seaman
- Te Whatanui Skipwith : Chef Nihe
- Pete Smith (en) : Hone
- Bruce Allpress : accordeur de piano non-voyant
- Cliff Curtis : Mana

## Distinctions

### Récompenses
- Festival de Cannes 1993 :
  - Palme d'or (ex æquo avec Adieu ma concubine de Chen Kaige)
  - Prix d'interprétation féminine - Holly Hunter
- Oscars 1994 :
  - Meilleure actrice - Holly Hunter
  - Meilleur second rôle féminin - Anna Paquin
  - Meilleur scénario original - Jane Campion
- Golden Globes 1994
  - Meilleure actrice dramatique - Holly Hunter
- Césars 1994
  - Meilleur film étranger
- BAFTA 1994
  - Meilleure actrice - Holly Hunter
  - Meilleurs costumes - Janet Patterson
  - Meilleurs décors - Andrew McAlpine
- Grand Prix 1993 de l'UPCB / UBFP - Union de la presse cinématographique belge

### Nominations
- Oscars 1994
  - Oscar du meilleur film
  - Oscar du meilleur réalisateur - Jane Campion
- Golden Globes 1994
  - Golden Globe du meilleur film dramatique
  - Golden Globe du meilleur réalisateur pour Jane Campion
  - Golden Globe de la meilleure actrice dans un second rôle pour Anna Paquin
  - Golden Globe du meilleur scénario
  - Golden Globe de la meilleure musique de film